# Chelsea-i Művészeti és Formatervezési Főiskola
A Chelsea-i Művészeti és Formatervezési Főiskola, régebben Chelsea Művészeti Iskola, a Londoni Művészeti Egyetem egyik tagiskolája, az egyik legjobb brit művészeti és formatervezési iskola. Továbbképzési és felsőoktatási szakokat indít képzőművészeti, grafikai tervező, belső tervező, tértervező és textiltervező területeken. Egészen a PhD képzésig biztosítanak továbbtanulási lehetőséget.

## Története

### Technikumi időszak
A Chelsea-i Művészeti és Formatervezési Főiskola eredetileg az összevont Délnyugati Technikum része volt, mely 1895-ben azért nyitotta meg kapuit Chelsea-ben a Manresa Roadon, hogy a londoniak számára tudományos és technológiai oktatást biztosítson. Nappali és éjjeli oktatást tartottak férfiaknak és nőknek egyaránt a háztartási gazdaság, a matematika, a mérnöki tudományok, a természettudományok, a művészet és a zene területén. Művészeteket a technikum megnyitásától kezdve tanítottak már. Többek között formatervezést, szövést, fonást lehetett itt elsajátítani. 1922-ben a Délnyugati Technikumból Chelsea Technikum lett, s a Londoni Egyetemnek egyre több beiratkozott hallgatója tanult itt.
Az 1930-as évek elején a művészeti iskola elkezdte oktatási területét bővíteni. 1931-ben elkezdett járműtervezéssel és kereskedelmi formatervezéssel foglalkozni. H.S Williamson, az iskola 1930–1958. közötti igazgatója a második világháború után bevezette a szobrászatot. Az ekkor végzett művészek közül olyan oktatók kerültek ki, mint Henry Moore és Graham Sutherland. Ebben a korszakban végzett Elizabeth Frink, Edward Burra, Patrick Caulfield, Ethel Walker, Dirk Bogarde, Robert Clatworthy, John Latham és John Berger.
A Tudományos Iskola 1957-ben kivált, és Chelsea-i Tudományos és Technológiai Főiskola lett a neve, mely 1966-ban a Londoni Egyetem tagiskolája lett. A Chelsea-i Tudományos és Technológiai Főiskola királyi engedélylevelét 1971-ben kapta meg, s 1985-ben az Erzsébet Királynő Főiskolával közösen a King’s College London részévé vált.

### Chelsea-i Művészeti Iskola
A művészeti iskola egyesült a Francis Hawke alapította Hammersmithi Művészeti Iskolával, s 1908-ban így jött létre a Chelsea-i Művészeti Iskola. Az újonnan megalapított iskola működtetését átvette a Londoni Megyei Tanács, és a Lime Grove-on építettek egy új épületet, ahol kibővített tananyaggal kezdődött az oktatás. Ugyanott 1914-ben egy kereskedelmi iskolát építettek lányok számára. Az iskola megszerezte a Great Titchfield Streetnél lévő helyiségeit, és egy épületben helyezték el Quintin Hogg Regent Street-i technikumával. A Manresa Road-i kampuszban 1963-ban elkezdtek festőművészetet és grafikai tervezést oktatni. Mindkét területen sikereket értek el. Ebben az időszakban Chelseaben voltak a szépművészet ezen részeinek legjobb tanulói. Számos híres művész került ki közülük, például Ossip Zadkine, Mark Gertler és Paul Nash.
Lawrence Gowing festő és művészettörténész lett a Chelseas-i Művészeti Iskola első igazgatója. Ő volt a felelős azért, hogy a történetet és a filozófiát összhangba hozza a gyakorlattal, s inkább művészek oktassák a történelmi és elméleti tárgyakat, semmint művészettörténészek. Ez máig meghatározó jellemzője a chelsea-i oktatásnak. Gowing vezetése alatt egy olyan opcionális programot hoztak létre, mely lefedte a zene, a költészet, a pszichoanalízis, a filozófia és az antropológia témaköreit. Ugyanebben az időszakban – Victor Pasmore és Richard Hamilton vezetésével kifejlesztettek egy formatervezési alapszakot, ami a művészeti és formatervezési területen alapozó képzésnek számít.
William Gallaway, aki 1989 és 1992 között az iskola igazgatója volt, valamint Colin Cina, a művészeti kar rektora és Bridget Jackson, a formatervezési kar rektora megreformálta az iskolát, és lehetővé tették, hogy több szintre bontják a képzést, s az egyetemi felvételire való felkészüléstől az akkreditált fokozatokig minden szinten új tárgyakat vezettek be. Ezeket a Londoni Egyetem hitelesítette.

### London Intézet
1986-tól a Chelsea-i Művészeti Iskola a Belső-londoni Oktatási Hivatal döntése értelmében a Londoni Intézet tagozata lett. Az átalakításnak az volt a célja, hogy egy struktúrába rendezzék az egyenrangú londoni művészeti, formatervezési, divatipari és média iskoláit. 1989-ben az iskola új neve Chelsea-i Művészeti és Formatervezési Főiskola lett. A londoni intézet 2004-ben egyetemi rangot kapott, és átnevezték Londoni Művészeti Egyetemmé.
Roger Wilson, aki 2006-os nyugdíjba vonulásáig a műemléki listán szereplő Királyi Katonai Orvostudományi Főiskola épületébe történő átköltözést irányította. Ezt 2005-ben Allies and Morrison építészek által készített tervek alapján úgy átépítették, mintha eredetileg is művészeti főiskolának építették volna. Az átköltözés eredményeképp a Chelsea-i Művészeti és Formatervezési Főiskola a Milbanken a Tate Britain mellett fekszik, s ettől fogva ismét egyedüli kampuszként van egy egész épületben.

## Kiállítás
A főiskolához három híres kiállítóterület tartozik:
1. A Chelsea Space a professzionális művészek nemzetközi és interdiszciplináris kiállítótere. ahol még nem végleges projekteket mutatnak be. A galéria rendszeresen megjelenő publikációiban a részt vevő szerzők, művészek és formatervezők írásait jelentetik meg.
2. A főiskolán belül elhelyezkedő Parade Groundból létrehozták London legnagyobb szabadtéri galériáját, ahol 2008 tavaszán filmvetítéseket és nagy remekműveket mutattak be. A kiállítóteret régebben a hallgatók és oktatók nyílttéri megjelenési helyként használták. Híres ezen felhasználások közül Chris Burden 2006-os 'Repülő Gőzhenger' című munkája. 2008-ban Cildo Meireles 'Alkalmak' című kiállítása kapott itt helyet, amihez még társult a Tate Modernben megrendezett kiállítása.
3. A Triangle Gallery nevéhez hűen egy modern, szögletesen kialakított tér, ahol a hallgatók egész évben bemutathatják munkájukat.

## Kutatás
A főiskola több kutatóközpontnak, -csoportnak és -klaszternek biztosít helyet. 
1. Nemzetközi Szépművészeti Kutatóközpont (ICFAR)
2. Nemzetközi Művészet, Azonosság és Nemzet (TrAIN)
3. Kritikusi Gyakorlat Chelsea Archiválva 2009. január 6-i dátummal a Wayback Machine-ben
4. FADE Szépművészeti Digitális Környezet Archiválva 2009. május 14-i dátummal a Wayback Machine-ben
5. Textil, Környezet, Formatervezés (TED)

## Kapcsolatai
Chelsea kapcsolatban áll a Londoni Művészeti Egyetemmel a Camberwell Művészeti Főiskolával, a Central Saint Martins Művészeti és Formatervezési Főiskolával, a Londoni Kommunikációs Főiskolával, a Londoni Divatipari Főiskolával, és a Wimbledoni Művészeti Főiskolával. A főiskolának cserekapcsolatai vannak az amerikai, New York-i Divattechnológiai Intézettel.

## Egyéb

### CLIP CETL
A Chelsea és a Londoni Divatipari Főiskola közösen használja a Tanítás és Tanulás Kiválóságáért Gyakorlati Tanuló Központot (CLIP CETL). A központ pénzügyi hátterét a brit kormány biztosítja, amivel azt a kiváló eredményt akarja elismerni, amit a két intézmény a hallgatók tanulásának fejlesztésében ért el.

### Art School
John Humphrys hírszerkesztő és író, Ulrika Jonsson és Clarissa Dickson-Wright televíziós személyiségek, Keith Allen humorista és a BBC Radio 1-nél dolgozó lemezlovas Nihal Arthanayake a BBC Art School 2005 keretében részt vett egy kéthetes intenzív tanfolyamon. A főiskola oktatóinak segítségével a hallgatók a művészet minden ágát – a rajzolás alapjaitól az installációig és a performanszig – felfedezték. Az egészet egy nagy show-műsor zárta.

## Híres végzett hallgatók
- Rita Angus (festő)
- Franko B (művész)
- John Berger (művészetkritikus, író, festő)
- Quentin Blake (gyermekkönyv-illusztrátor)
- Dirk Bogarde (színész és szerző)
- Edward Burra (festő, műszaki rajzoló)
- Jane Campion (filmrendező, az 1993. évi Arany Pálma nyertese)
- Anthony Caro (absztrakt szobrász)
- Leonora Carrington (festő)
- Patrick Caulfield (festő)
- Helen Chadwick (Az 1987-es Turner Prize jelöltje)
- Georgina Chapman (színésznő, modell, formatervező)
- Robert Clatworthy (művészeti igazgató)
- Andrew Collins (műsorvezető és újságíró)
- John Craxton (neoromantikus művész)
- Michael Cummings (rajzfilmkészítő)
- Richard Deacon (szobrász)
- Peter Doig (festő)
- Mojeb al-Dousari (kuvaiti művész)
- Cathie Felstead (illusztrátor)
- Nicholas Ferguson (televíziós rendező és művész)
- Ralph Fiennes (színész)
- Elizabeth Frink (szobrász)
- David Hockney (művész)
- Bob Holmes (festőművész és formatervező)
- Tom Jenkinson (zenész)
- John Latham (konceptuális művész)
- Ian McKay (író)
- Steve McQueen (Az 1999-es Turner Prize nyertese)
- Ursula Merchant
- Mariko Mori (művész)
- David Nash (szobrász)
- Paul Nash (háborús festő)
- Karen Newman (szobrász)
- Diarmuid Byron O'Connor (szobrász és művészeti vezető)
- Chris Ofili (Az 1998-as Turner Prize győztese)
- Nick Raynsford (képviselő)
- Alan Rickman (színész)
- Alexei Sayle (humorista és színész)
- Conrad Shawcross (művész)
- Winston Tong (keramikus)
- Gavin Turk (művész)
- Ethel Walker (festő)
- Mark Wallinger (A 2007-es Turner Prize győztese)
- Rebecca Warren (A 2006-os Turner Prize győztese)
- Gillian Wearing (Az 1997-es Turner Prize győztese)
- Fred Williams (ausztrál festő)
- Emily Young (kőfaragó)
- Ossip Zadkine (szobrász)

## Külső hivatkozások
- A főiskola honlapja
- 2009-es mester fokozatot szerzettek előadása
- College Wiki